# Ladislav Zajíček
Ladislav Zajíček (elzet) (21. června 1947 – 8. prosince 2001) byl hudebník, novinář, spisovatel, osobnost českého internetu a propagátor počítačů.
V roce 1977 založil Sekci mladé hudby (SMH), vedl časopis Kruh, vydával knihy s hudební tematikou, pořádal koncerty, přednášky, kurzy, videoprojekce a další. Oblíbeným místem byla Baráčnická rychta v Praze na Malé Straně.
Po zákazu SMH v roce 1985 se Ladislav Zajíček začal věnovat počítačům (a později také internetu). Po roce 1989 založil a vedl časopis Bajt, později internetový magazín News on 'Net (Netem.cz). Díky internetu také po 25 letech vypátral svoji dceru žijící v Americe.